# Kryscina Dzmitruk
Kryscina Dzmitruk, biał. Крысціна Дзмітрук (ur. 25 września 2003) – białoruska tenisistka, triumfatorka Wimbledonu 2021 w grze podwójnej dziewcząt oraz finalistka US Open 2021 w grze pojedynczej dziewcząt.

## Kariera tenisowa
W karierze wygrała sześć turniejów singlowych i trzy deblowe rangi ITF. 9 czerwca 2025 zajmowała najwyższe miejsce w rankingu singlowym WTA Tour – 196. pozycję, natomiast 17 lipca 2023 osiągnęła najwyższą lokatę w deblu – 474. miejsce.
Jako juniorka w 2021 roku zwyciężyła w wielkoszlemowym Wimbledonie w grze podwójnej dziewcząt. Razem z Dianą Sznajder pokonały w meczu mistrzowskim parę Sofia Costoulas–Laura Hietaranta 6:1, 6:2. W tym samym roku osiągnęła finał zawodów singla dziewcząt podczas US Open, w którym przegrała 2:6, 4:6 z Robin Montgomery.

## Finały turniejów ITF
| turnieje z pulą nagród 100 000 $ (W100)  |
| turnieje z pulą nagród 80 000 $ (W80)    |
| turnieje z pulą nagród 60 000 $ (W75)    |
| turnieje z pulą nagród 40 000 $ (W50)    |
| turnieje z pulą nagród 25/30 000 $ (W35) |
| turnieje z pulą nagród 15 000 $ (W15)    |

### Gra pojedyncza 12 (6–6)
| Rezultat     |    | Data       | Turniej        | ($)    | Naw.    | Przeciwniczka        | Wynik            |
| Finalistka   | 1. | 30/05/2021 | Szymkent       | 15 000 | Ceglana | Żybek Kułambajewa    | 5:7, 0:6         |
| Zwyciężczyni | 1. | 13/02/2022 | Monastyr       | 15 000 | Twarda  | Valentina Ryser      | 6:2, 6:1         |
| Finalistka   | 2. | 29/05/2022 | Tbilisi        | 25 000 | Twarda  | Anna Brogan          | 3:6, 3:6         |
| Finalistka   | 3. | 05/06/2022 | Tbilisi        | 25 000 | Twarda  | Anastasija Zacharowa | 4:6, 0:6         |
| Zwyciężczyni | 2. | 21/08/2022 | Ourense        | 25 000 | Twarda  | Nefisa Berberović    | 7:5, 6:1         |
| Finalistka   | 4. | 08/01/2022 | Monastyr       | 25 000 | Twarda  | Océane Dodin         | 1:6, 1:6         |
| Finalistka   | 5. | 09/07/2023 | Klosters       | 25 000 | Ceglana | Lara Schmidt         | 3:6, 2:6         |
| Zwyciężczyni | 3. | 04/08/2024 | Mohammedia     | 25 000 | Ceglana | Çağla Büyükakçay     | 6:3, 6:7(5), 6:3 |
| Finalistka   | 6. | 25/08/2024 | Przerów        | 60 000 | Ceglana | Noma Noha Akugue     | 2:6, 6:3, 1:6    |
| Zwyciężczyni | 4. | 13/10/2024 | Quinta do Lago | 40 000 | Twarda  | Yasmine Mansouri     | 6:4, 6:3         |
| Zwyciężczyni | 5. | 17/11/2024 | Funchal        | 40 000 | Twarda  | Francesca Curmi      | 6:1, 3:2 krecz   |
| Zwyciężczyni | 6. | 09/03/2025 | Gurgaon        | 30 000 | Twarda  | Jekatierina Makarowa | 6:3, 6:2         |

### Gra podwójna 6 (3–3)
| Rezultat     |    | Data       | Turniej  | ($)    | Naw.    | Partnerka          | Przeciwniczki                       | Wynik              |
| Zwyciężczyni | 1. | 08/05/2021 | Antalya  | 15 000 | Ceglana | Federica Bilardo   | Matilda Mutavdzic Antonia Ružić     | 6:3, 0:6, 10–7     |
| Finalistka   | 1. | 12/02/2022 | Monastyr | 15 000 | Twarda  | Inès Ibbou         | Miyu Katō Kisa Yoshioka             | 4:6, 5:7           |
| Zwyciężczyni | 2. | 19/02/2022 | Monastyr | 15 000 | Twarda  | Marija Szołochowa  | Sofia Costoulas Clervie Ngounoue    | 3:6, 6:2, 10–5     |
| Zwyciężczyni | 3. | 07/01/2023 | Monastyr | 25 000 | Twarda  | Iryna Szymanowicz  | Kathleen Kanev Arlinda Rushiti      | 6:1, 6:2           |
| Finalistka   | 2. | 07/07/2023 | Klosters | 25 000 | Ceglana | Prarthana Thombare | Paula Cembranos Sophie Luescher     | 6:7(5), 6:3, 12–14 |
| Finalistka   | 3. | 22/03/2025 | Lu’an    | 60 000 | Twarda  | Kira Pawłowa       | Priska Madelyn Nugroho Ankita Raina | 0:6, 3:6           |

## Finały wielkoszlemowych turniejów juniorskich

### Gra pojedyncza (1)
| Końcowy wynik | Rok  | Turniej | Nawierzchnia | Przeciwniczka    | Wynik finału |
| Finalistka    | 2021 | US Open | Twarda       | Robin Montgomery | 2:6, 4:6     |

### Gra podwójna (1)
| Końcowy wynik | Rok  | Turniej   | Nawierzchnia | Partnerka      | Przeciwniczki                    | Wynik finału |
| Zwyciężczyni  | 2021 | Wimbledon | Trawiasta    | Diana Sznajder | Sofia Costoulas Laura Hietaranta | 6:1, 6:2     |